# Judith Cora Brown
Judith Cora Brown (* 1946 in Buenos Aires) ist eine amerikanische Historikerin und Autorin.

## Leben und Wirken
Geboren 1946 in Buenos Aires in Argentinien kam sie bereits früh in die USA, wo sie 1971 ihren Masterabschluss in Geschichte an der University of California, Berkeley in Kalifornien machte. Den Ph.D. erwarb sie sechs Jahre später an der Johns-Hopkins-Universität. Nach einer Assistenz-Professur an der University of Maryland bei Baltimore wechselte sie an die Stanford University. Dort erhielt sie 1985 eine Führungsposition am Center for Research on Women und gleichzeitig eine Associate-Professur am Geschichtswissenschaftlichen Institut. Nach fünfjähriger Tätigkeit an der Rice University wechselte Brown 2000 an die Wesleyan University, wo sie 2011 emeritiert wurde.
1975 bis 1976 war Judith Cora Brown Mitherausgeberin des Journal of Economic History. Sie forschte zu höherer Bildung, zur Frühen Neuzeit in Europa, insbesondere zur Renaissance im frühen Italien und zur Geschichte von Frauen, Gender und Sexualität.

### Schändliche Leidenschaften
Eines ihrer vielbeachteten Bücher ist Schändliche Leidenschaften: das Leben einer lesbischen Nonne in Italien zur Zeit der Renaissance von 1986. Das Buch wurde in zwölf Sprachen übersetzt, darunter auch ins Deutsche. Neben dem großen Erfolg, den das Buch in der Öffentlichkeit fand, löste es in geschichtswissenschaftlichen Kreisen einige Diskussionen aus.
So kritisiert Mary R. O’Neil, eine amerikanische Historikerin von der University of Washington, das Labelling als „lesbische Nonne“ und gibt zu Bedenken, dass zur damaligen Zeit andere Denkkategorien vorherrschten, wie zum Beispiel die Bezeichnung als „besessene Nonne“, „betrügerische Mystikerin“ oder „geheuchelte Heilige“. Auch Otto Ulbricht, ein deutscher Historiker und Vertreter der Mikrogeschichte, beschreibt dieses Werk als „erzählende Illustration historischen Lebens“ und weist die Bezeichnung dieses Buchs als Mikrogeschichte zurück, da die dazu notwendige kritische Arbeit mit den Quellen fehle.
Im Gegensatz dazu nennt Jacqueline Murray, eine amerikanische Historikerin, das Werk als einen „Vorreiter der Wiederentdeckung der Geschichte von Frauen und Sexualität“ und vergleicht es mit bekannten mikrogeschichtlichen Studien wie Die wahrhaftige Geschichte von der Wiederkehr des Martin Guerre von Natalie Zemon Davis oder Der Käse und die Würmer von Carlo Ginzburg.
2021 wurde der auf ihrem Buch basierende Spielfilm Benedetta veröffentlicht.

## Ehrungen
1973 gewann Judith Cora Brown den Butler Prize der Johns-Hopkins-Universität. 1981 wurde ihr der American Philosophical Society Award verliehen. 1986 war sie Guggenheim-Stipendiatin und wurde im selben Jahr für den Pulitzer-Preis in Geschichte nominiert. 1991 bis 1992 war sie Mitglied im Center for Advanced Study in the Behavioral Sciences der Stanford University und wurde von 2005 bis 2007 zur Präsidentin der Gesellschaft für Historische Studien Italiens gewählt.

## Publikationen
- mit Giovanna Benadusi: Medici Women: The Making of a Dynasty in Grand Ducal Tuscany. Centre for Reformation and Renaissance Studies Press, Toronto: 2015, ISBN 978-0-7727-2180-8, ISBN 0-7727-2180-7, ISBN 978-0-7727-2179-2.
- mit Robert C. Davis: Gender and Society in Renaissance Italy. Longman Publishers, London: 1998, ISBN 0-582-29326-X, ISBN 0-582-29325-1.
- Immodest Acts: The Life of a Lesbian Nun in Renaissance Italy. Oxford University Press, New York: 1986, ISBN 0-19-503675-1.
  - deutsche Ausgabe: Schändliche Leidenschaften: das Leben einer lesbischen Nonne in Italien zur Zeit der Renaissance, Reclam, Stuttgart 1988, ISBN 978-3-15-010351-7.
- In the Shadow of Florence: Provincial Society in Renaissance Pescia. Oxford University Press, New York: 1982, ISBN 0-19-502993-3.